# Audnedal

Wappen von Audnedal mit Kreissägeblatt

Audnedal war eine Kommune in der Provinz Vest-Agder in Norwegen. Ihr Verwaltungssitz lag in Konsmo. Sie grenzte im Norden an Åseral, im Osten an Aust-Agder und Marnardal, im Süden an Lindesnes und im Westen an Lyngdal und Hægebostad. Im Zuge der Kommunalreform in Norwegen wurde Audnedal zum 1. Januar 2020 mit Lyngdal zusammengeführt.

## Geschichte
Die Kommune Audnedal wurde 1964 durch Zusammenlegung von Grindheim, Konsmo einem Teil der Kommune Bjelland errichtet. Auf einer Fläche von 254 km² lebten 1780 Einwohner (Stand: 1. Januar 2019). Die Kommunennummer war 1027. Letzter Bürgermeister war Reidun Bakken (KrF).

## Verkehr und Infrastruktur
Der namensgebende Fluss Audna, der gute Angelmöglichkeiten nach Lachs und Meerforelle bietet, durchfloss die Kommune von Ytre Øydnevatn kommend in Nord-Süd-Richtung, um bei Vigeland in der Kommune Lindesnes ins Meer zu münden. Im Flusstal führte die Reichsstrasse 460 entlang.
Die Bahnlinie Sørlandsbanen durchquerte die Kommune, im Bahnhof Audnedal halten Fernzüge. Westlich des Bahnhofes führt die Strecke durch den Hægebostadtunnel, der zu den längsten Eisenbahntunneln Norwegens gehört.